# Viktor Kurencov
Viktor Grigor'evič Kurencov (in russo Виктор Григорьевич Куренцов?; Tuchinka, 5 aprile 1941 – Odincovo, 7 aprile 2021) è stato un sollevatore sovietico che ha gareggiato nella categoria dei pesi medi (fino a 75 kg.), campione olimpico, mondiale ed europeo.

## Biografia
Viktor Kurencov nacque in Bielorussia, nell'Oblast' di Vicebsk, allora facente parte dell'U.R.S.S. Iniziò ad allenarsi nel sollevamento pesi quando aveva 18 anni mentre prestava servizio nell'Esercito sovietico nell'estremo oriente russo.
Iniziò la serie dei suoi successi in ambito internazionale ai campionati europei di Mosca 1964, vincendo la medaglia d'oro con 445 kg. nel totale su tre prove, battendo con lo scarto di 20 kg. il cecoslovacco Hans Zdražila.
Nello stesso anno partecipò alle Olimpiadi di Tokyo, dove era considerato il principale favorito alla vittoria, ma fu sorpreso dalla notevole prestazione di Zdražila, il quale riuscì a sollevare 445 kg. nel totale contro i 440 kg. di Kurencov, che dovette così accontentarsi della medaglia d'argento. In quell'anno la competizione olimpica era valida anche come campionato mondiale.
Nel 1965 vinse la medaglia d'oro ai campionati europei di Sofia con 432,5 kg. nel totale e qualche mese dopo vinse la medaglia d'oro anche ai campionati mondiali di Teheran con 437,5 kg. nel totale.
L'anno successivo confermò la sua medaglia d'oro ai campionati mondiali ed europei di Berlino Est, sollevando un totale di 450 kg.
Nel 1968, nel mese di giugno, vinse un'altra medaglia d'oro ai campionati europei di Leningrado con 462,5 kg. nel totale e, nel mese di ottobre, partecipò alle Olimpiadi di Città del Messico, presentandosi da principale favorito per il titolo olimpico, che questa volta però non gli sfuggì, vincendo la medaglia d'oro con 475 kg. nel totale, battendo il giapponese Masashi Ōuchi di 20 kg. Anche in questa edizione la gara olimpica era valida anche come campionato mondiale.
Nel 1969 vinse la medaglia d'oro ai Campionati mondiali ed europei di Varsavia con 467,5 kg. nel totale, con 27,5 kg. di margine sul secondo classificato, l'ungherese Gábor Szarvas.
L'anno successivo vinse altre due medaglie d'oro, la prima ai campionati europei di Szombathely con 465 kg. nel totale e la seconda ai campionati mondiali di Columbus con 462,5 kg. nel totale.
Nel 1971 vinse un'altra medaglia d'oro, l'ultima della sua carriera, ai campionati europei di Sofia con 462,5 kg. nel totale, battendo Szarvas (460 kg.) e il cecoslovacco Ondrej Hekel (452,5 kg.).
A causa della crescente concorrenza interna al suo Paese da parte dei suoi colleghi più giovani, Kurencov, pur avendo vinto i campionati nazionali sovietici durante il mese di aprile e la medaglia d'argento ai campionati europei di Costanza (con 472,5 kg. nel totale), non venne convocato alle Olimpiadi di Monaco 1972.
Nel 1974 ottenne l'ultimo risultato importante a livello internazionale della sua carriera, con la medaglia di bronzo ai campionati europei di Verona con 325 kg. nel totale su due prove, essendo nel frattempo stata abolita la prova di distensione lenta.
Nel corso della sua carriera di sollevatore Kurencov vinse, inoltre, nove titoli nazionali sovietici e stabilì tra il 1964 e il 1968 22 record del mondo, di cui 6 nella prova di distensione lenta, 7 nella prova di slancio e 9 nel totale di tre prove.
Dopo il ritiro dall'attività agonistica continuò a servire per l'Esercito sovietico e in seguito intraprese la carriera politica, lavorando anche per un certo periodo di tempo presso l'Ambasciata russa in Italia.